# Apocynum venetum
Apocynum venetum är en oleanderväxtart. Apocynum venetum ingår i släktet Apocynum och familjen oleanderväxter.

## Underarter
Arten delas in i följande underarter:
- A. v. armenum
- A. v. russanovii
- A. v. scabrum
- A. v. tauricum
- A. v. venetum